# Gare de Tatebayashi
La gare de Tatebayashi (館林駅, Tatebayashi-eki) est une gare ferroviaire de la ville de Tatebayashi, dans la préfecture de Gunma au Japon. La gare est exploitée par la compagnie Tōbu.

## Situation ferroviaire
La gare est située au point kilométrique (PK) 74,6 de la ligne Tōbu Isesaki. Elle marque le début des lignes Koizumi et Sano.

## Histoire
La gare de Tatebayashi a été inaugurée le 27 août 1907 sous le nom de gare de Nakano. Elle prend son nom actuel en 1937.

## Service des voyageurs

### Accueil
La gare dispose d'un bâtiment voyageurs, avec guichets, ouvert tous les jours.

### Desserte
- Ligne Tōbu Sano :
  - voies 1 et 3 : direction Sano et Kuzū

- Ligne Tōbu Isesaki :
  - voies 2 et 5 : direction Tōbu-dōbutsu-kōen, Kita-Senju et Asakusa
  - voies 3 et 5 : direction Ōta, Isesaki et Akagi

- Ligne Tōbu Koizumi :
  - voie 4 : direction Nishi-Koizumi (ja)